# Droga wojewódzka nr 330
Droga wojewódzka nr 330 (DW330) – dawna droga wojewódzka w województwie dolnośląskim, składająca się z dwóch niepołączonych ze sobą odcinków. Droga umożliwiała dojazd z DW292 w Krzepowie (części Głogowa) do DW323 w Luboszycach. Jej długość wynosiła ok. 22 km. Przebiegała na terenie dwóch powiatów – głogowskiego i górowskiego. Między miejscowościami Leszkowice a Bełcz Wielki brak jest przeprawy promowej i mostu na Odrze.
Trasa została na całej długości pozbawiona kategorii drogi wojewódzkiej na mocy uchwały Sejmiku Województwa Dolnośląskiego z 12 września 2019 roku.

## Miejscowości dawniej leżące przy trasie DW330
- Głogów (os. Krzepów) – DW292
- Borek
- Białołęka
- Pęcław
- Wierzchownia
- Piersna
- Kaczyce
- Bełcz Wielki
- Uszczonów
- Luboszyce – DW323